# Tsutomu Yamaguchi
Der Japaner Tsutomu Yamaguchi (jap. 山口 彊, Yamaguchi Tsutomu; * 16. März 1916; † 4. Januar 2010 in Nagasaki) war einer von weniger als 200 bekannten Menschen, die beide Atombombenabwürfe auf Hiroshima und Nagasaki der USA während des Zweiten Weltkrieges sowohl erlebt als auch überlebt haben. Er war zugleich einer von neun bekannten Überlebenden, die bei beiden Explosionen jeweils in der Nähe des Bodennullpunktes waren. Weiterhin war er der einzige von den japanischen Behörden offiziell anerkannte „doppelte Hibakusha“ (Atombombenopfer).

## Hiroshima
Am 6. August 1945 schloss Yamaguchi, der damals als Ingenieur für die Konstruktion von Öltankern bei Mitsubishi Heavy Industries in Nagasaki arbeitete, zusammen mit seinen Kollegen Akira Iwanaga und Kuniyoshi Sato einen dreimonatigen geschäftlichen Aufenthalt in Hiroshima ab. Er war früh aufgestanden, um sich auf die Heimreise am folgenden Tag vorzubereiten, und hatte sich von seinen Kollegen getrennt, um seinen im Büro vergessenen persönlichen Stempel zu holen. Als die Atombombe um 08:15 Uhr in 580 Meter Höhe zündete, stieg er gerade etwa 3 km vom Bodennullpunkt entfernt aus einer Straßenbahn aus. Zuvor hatte er sogar noch das US-Flugzeug Enola Gay gehört, das dann die Atombombe abwarf.
Yamaguchi erlitt starke Verbrennungen am linken Oberkörper und wurde lebenslang auf einem Ohr schwerhörig, begriff aber aufgrund starker Schmerzen zunächst die Tragweite des Geschehens und das Ausmaß seiner Verletzungen nicht. Die folgende Nacht verbrachte er in einem Luftschutzraum.
Am nächsten Tag begab sich Yamaguchi von Kopf bis Fuß verbunden erneut zum Bahnhof, wobei sein Weg ihn in nur zwei Kilometern Entfernung am Bodennullpunkt vorbeiführte und er intensiver ionisierender Strahlung ausgesetzt wurde. Er kam am 8. August in Nagasaki an.

## Nagasaki
Als am 9. August um 11:02 Uhr die zweite Atombombe über Nagasaki zündete, befand sich Yamaguchi wieder etwa 3 km vom Bodennullpunkt entfernt im Büro seines Chefs und berichtete diesem gerade von den Ereignissen in Hiroshima. Er erlitt erneut Verletzungen.
Auf der Suche nach Angehörigen kam Yamaguchi am 13. August in die Nähe des Hypozentrums und wurde ein weiteres Mal intensiver ionisierender Strahlung ausgesetzt.

## Anerkennung als Atombombenopfer
Nach dem Zweiten Weltkrieg war Yamaguchi zwar bereits ab 1957 von der Stadtverwaltung von Nagasaki als zweifacher Hibakusha (Atombombenopfer) geführt worden. Bei einer Überarbeitung der Unterlagen, vermutlich im Jahr 1960, wurde jedoch der Hinweis auf seine Strahlenbelastung in Hiroshima entfernt. Als Yamaguchi mehrfach versuchte, die Eintragungen berichtigen zu lassen, wurde dies stets mit der Begründung abgelehnt, dass es für die Bewertung seines Falles nicht von Bedeutung sei.
Am 19. Januar 2009 beantragte Yamaguchi erneut die Korrektur seiner Hibakusha-Dokumente. Wohl u. a. aufgrund neuer Zeugenaussagen von weiteren Überlebenden gab die Stadtverwaltung von Nagasaki am 23. März 2009 seinem Antrag statt. Damit ist Tsutomu Yamaguchi der einzige jemals behördlich anerkannte „doppelte Hibakusha“ (obwohl es nach aktuellem Wissensstand insgesamt 165 Überlebende beider Atombombenexplosionen gegeben hat, von denen sich neun in beiden Fällen in der Nähe des Bodennullpunktes aufgehalten hatten).

## Weiteres Leben
Auch Tsutomus Frau wurde zu einer Hibakusha, da sie durch „schwarzen Regen“ (Fallout) radioaktiv belastet wurde. Das Ehepaar hatte drei Kinder, von denen ein Sohn, der zum Zeitpunkt der Explosion in Nagasaki noch ein Säugling war, mit 59 Jahren an einer Krebserkrankung starb.
Nach dem Krieg arbeitete Yamaguchi zunächst für die US-amerikanischen Besatzungsstreitkräfte als Lehrer und kehrte später wieder zu Mitsubishi Heavy Industries zurück. Er war Friedensaktivist und setzte sich auch weiterhin für die Beseitigung aller Atomwaffen ein. Mit mehr als 80 Jahren schrieb er ein Buch über seine Erlebnisse.
Im Alter von 90 Jahren reiste er in die USA und beteiligte sich Anfang August 2006 anlässlich einer Vorführung des Dokumentarfilms Nijūhibaku von Hideo Nakamura (englischer Titel: Twice Bombed, Twice Survived), der über sein Schicksal und das weiterer „doppelter Hibakusha“ berichtet, an einer Podiumsdiskussion im Hauptquartier der Vereinten Nationen in New York.
Yamaguchi erlag am 4. Januar 2010 einem Magenkrebsleiden. Kurz vor seinem Tod formulierte er ein Rezept für den Frieden im Atomzeitalter: „Die einzigen Menschen, denen man gestatten sollte, Staaten mit Atomwaffen zu regieren, sind Mütter – Frauen, die ihre Babys noch stillen.“

## Rezeption
Der Regisseur James Cameron traf sich 2010 mit Yamaguchi in einem Krankenhaus, wenige Tage bevor dieser starb. 2010 teilte Cameron mit, dass er einen Film plane, in dem Yamaguchis Leben hinsichtlich der Ereignisse um Hiroshima und Nagasaki im Mittelpunkt stehen soll.
2010 veröffentlichte der amerikanische Autor Charles R. Pellegrino sein Buch The Last Train from Hiroshima, das unter anderem auf Yamaguchis Erlebnissen basiert.